# Ro-Cee
Ro-Cee född  i Iran, är en iransk-svensk rappare främst aktiv under tidigt 1990-tal.
Ro-Cee började med rap och hiphop 1986.[källa behövs] År 1995 gjorde han låten "Gettin' All Da' Babes" som nådde fjärdeplatsen på svenska topplistan. Han nominerades för årets bästa låt och årets nya artist vid Swedish Dance Awards 1996.
1996 gav Ro-Cee ut albumet Da Persiadic Gee. Albumet var influerat av kalifornisk gangstarap, med funkig synt och förvridna robotröster. Det fick ett svalt mottagande av kritiker.
År 2021 gjorde Ro-Cee comeback med låten "Let me slide in", där även M-Rock medverkade. År 2022 släppte han låten "I am ganna be there for you" och låten "Stop the Madness". Under 2023 gav han ut singlarna "Never Fake the Funk" feat. Emrik (M-Rock), "Make You Feel Right" och "Take Care" och 2024 singeln "Ticket to Paradise".